# Texas Rangers (beisebol)
Os Texas Rangers são uma equipe profissional de beisebol sediada em Arlington, Texas, Estados Unidos. Os Rangers são membros da Divisão Oeste da Liga Americana, da Major League Baseball. Os Rangers jogam no estádio Globe Life Field, inaugurado na temporada 2020. Fica perto do Globe Life Park in Arlington, onde a equipe jogou de 1994 a 2019.

## História
A franquia foi criada em 1961 como Washington Senators, originalmente na Liga Nacional, se mudou para Arlington, no Texas em 1972.
O Texas Rangers conquistou o bicampeonato da Liga Americana nos anos de 2010 e 2011 e disputou a Série Mundial contra o San Francisco Giants (2010) e contra St. Louis Cardinals (2011). Os Rangers foram derrotados nas duas Séries Mundiais que disputaram, por 4 a 1 para os Giants em 2010, quando participaram pela primeira vez da Série Mundial e acabaram sentido a inexperiência. E por 4 a 3 contra os Cardinals em 2011, quando o time esteve por duas vezes a um strikeout (no jogo 6) do título, mas acabou cedendo o empante e posteriormente a vitória (no jogo 6) e o título (no jogo 7) ao St. Louis Cardinals.
Em 2023, os Rangers venceram o primeiro título de World Series em sua história, sendo campeões no jogo 5 ao vencerem o Arizona Diamondbacks por 5-0.